# Avenida Baychester (línea de la Avenida Dyre)
Avenida Baychester es una estación local en la línea de la Avenida Dyre del Metro de Nueva York de la división A del Interborough Rapid Transit Company (IRT). La estación se encuentra localizada en Eastchester, Bronx entre la Avenida Baychester y la Avenida Tillotson. La estación es servida por los trenes del servicio .